# Campionatul European de Handbal Masculin din 2018
Campionatul European de Handbal Masculin din 2018 (cea de a 13-a ediție) a avut loc pentru a doua oară în Croația. Croației i s-a acordat organizarea turneului la 20 septembrie 2014.

## Arene
| Zagreb, Croația    | Split, Croația     | Varaždin, Croația | Poreč, Croația         |
| ------------------ | ------------------ | ----------------- | ---------------------- |
| Arena Zagreb       | Spaladium Arena    | Varaždin Arena    | Centrul Sportiv Žatika |
| Capacitate: 15.200 | Capacitate: 11.000 | Capacitate: 5.200 | Capacitate: 3.700      |
|                    |                    |                   |                        |

## Calificare

### Echipele calificate
| Țara              | Calificată ca        | Data când a fost asigurată calificarea | Apariții precedente în turneu                                               |
| ----------------- | -------------------- | -------------------------------------- | --------------------------------------------------------------------------- |
| Croația           | Gazdă                | 20 septembrie 2014                     | 11 (1994, 1996, 1998,2000, 2002, 2004, 2006, 2008, 2010, 2012, 2014)        |
| Spania            | Grupa 3 câștigătoare | 6 mai 2017                             | 12 (1994, 1996, 1998, 2000, 2002, 2004, 2006, 2008, 2010, 2012, 2014, 2016) |
| Germania          | Grupa 5 câștigătoare | 6 mai 2017                             | 11 (1994, 1996, 1998, 2000, 2002, 2004, 2006, 2008, 2010, 2012, 2016)       |
| Suedia            | Grupa 6 câștigătoare | 6 mai 2017                             | 11 (1994, 1996, 1998, 2000, 2002, 2004, 2008, 2010, 2012, 2014, 2016)       |
| Danemarca         | Grupa 1 câștigătoare | 14 iunie 2017                          | 11 (1994, 1996, 2000, 2002, 2004, 2006, 2008, 2010, 2012, 2014, 2016)       |
| Franța            | Grupa 7 câștigătoare | 14 iunie 2017                          | 12 (1994, 1996, 1998, 2000, 2002, 2004, 2006, 2008, 2010, 2012, 2014, 2016) |
| Ungaria           | Grupa 1 locul 2      | 15 iunie 2017                          | 10 (1994, 1996, 1998, 2004, 2006, 2008, 2010, 2012, 2014, 2016)             |
| Serbia            | Grupa 2 locul 2      | 15 iunie 2017                          | 4 (2010, 2012, 2014, 2016)                                                  |
| Belarus           | Grupa 2 câștigătoare | 15 iunie 2017                          | 4 (1994, 2008, 2014, 2016)                                                  |
| Muntenegru        | Grupa 6 locul 2      | 17 iunie 2017                          | 3 (2008, 2014, 2016)                                                        |
| Norvegia          | Grupa 7 locul 2      | 17 iunie 2017                          | 7 (2000, 2006, 2008, 2010, 2012, 2014, 2016)                                |
| Slovenia          | Grupa 5 locul 2      | 17 iunie 2017                          | 10 (1994, 1996, 2000, 2002, 2004, 2006, 2008, 2010, 2012, 2016)             |
| Austria           | Grupa 3 locul 2      | 17 iunie 2017                          | 2 (2010, 2014)                                                              |
| Cehia             | Grupa 4 locul 2      | 18 iunie 2017                          | 8 (1996, 1998, 2002, 2004, 2008, 2010, 2012, 2014)                          |
| Macedonia de Nord | Grupa 4 câștigătoare | 18 iunie 2017                          | 4 (1998, 2012, 2014, 2016)                                                  |
| Islanda           | Grupa 4 locul 3      | 18 iunie 2017                          | 9 (2000, 2002, 2004, 2006, 2008, 2010, 2012, 2014, 2016)                    |

Note: Litere îngroșate - campioana în acel an. Litere aldine gazda din acel an.

## Tragerea la sorți
Tragerea la sorți a avut loc la 23 iunie 2017.

### Urnele pentru tragerea la sorți
Urnele pentru tragerea la sorți au fost anunțate pe 19 iunie 2017.
| Urna 1                                                          | Urna 2                                             | Urna 3                                                            | Urna 4                                                                                     |
| --------------------------------------------------------------- | -------------------------------------------------- | ----------------------------------------------------------------- | ------------------------------------------------------------------------------------------ |
| - Germania - Spania - Croația (asignată la poziția A1) - Franța | - Danemarca - Belarus - Suedia - Macedonia de Nord | - Norvegia (asignată la poziția B3) - Serbia - Muntenegru - Cehia | - Ungaria (asignată la poziția D4) - Slovenia (asignată la poziția C4) - Austria - Islanda |

## Runda preliminară
În tabelele de mai jos:
- MJ = Total meciuri jucate
- V = Total meciuri câștigate
- E = Total meciuri egal
- Î = Total meciuri pierdute
- GM = Total goluri marcate
- GP = Total goluri primite
- GD = Goluri diferență (GM−GP)
- Pct = Total puncte acumulate

|  | Echipa avansează în Runda Principală |
|  | Eliminată                            |

### Grupa A
| Loc | Echipa      | MJ | V | E | Î | GM | GP | DG  | Pct | Calificare       |
| --- | ----------- | -- | - | - | - | -- | -- | --- | --- | ---------------- |
| 1   | Suedia      | 3  | 2 | 0 | 1 | 89 | 82 | +7  | 4   | Grupa principală |
| 2   | Croația (H) | 3  | 2 | 0 | 1 | 92 | 79 | +13 | 4   | Grupa principală |
| 3   | Serbia      | 3  | 1 | 0 | 2 | 76 | 88 | −12 | 2   | Grupa principală |
| 4   | Islanda     | 3  | 1 | 0 | 2 | 74 | 82 | −8  | 2   |                  |

1. 1 2  Croația 31–35 Suedia
2. 1 2  Serbia 29–26 Islanda

| 12 ianuarie 2018 18:15 | Suedia         | 24–26  | Islanda       | Spaladium Arena, Split Asistență: 8.700 Arbitri: Nikolov, Nachevski |
| 12 ianuarie 2018 18:15 | Gottfridsson 6 | (8–15) | Guðmundsson 7 | Spaladium Arena, Split Asistență: 8.700 Arbitri: Nikolov, Nachevski |
| 12 ianuarie 2018 18:15 | 4× 2×          | Raport | 2× 3×         | Spaladium Arena, Split Asistență: 8.700 Arbitri: Nikolov, Nachevski |

| 12 ianuarie 2018 20:30 | Croația             | 32–22  | Serbia    | Spaladium Arena, Split Asistență: 11.000 Arbitri: Geipel, Helbig |
| 12 ianuarie 2018 20:30 | Stepančić, Štrlek 6 | (14–9) | Nenadić 6 | Spaladium Arena, Split Asistență: 11.000 Arbitri: Geipel, Helbig |
| 12 ianuarie 2018 20:30 | 3× 2×               | Raport | 4× 1×     | Spaladium Arena, Split Asistență: 11.000 Arbitri: Geipel, Helbig |

| 14 ianuarie 2018 18:15 | Serbia | 25–30   | Suedia      | Spaladium Arena, Split Asistență: 9.500 Arbitri: Gjeding, Hansen |
| 14 ianuarie 2018 18:15 | Ilić 5 | (10–16) | Lagergren 5 | Spaladium Arena, Split Asistență: 9.500 Arbitri: Gjeding, Hansen |
| 14 ianuarie 2018 18:15 | 4× 1×  | Raport  | 6× 2×       | Spaladium Arena, Split Asistență: 9.500 Arbitri: Gjeding, Hansen |

| 14 ianuarie 2018 20:30 | Islanda      | 22–29   | Croația   | Spaladium Arena, Split Asistență: 10.500 Arbitri: Zotin, Volotkov |
| 14 ianuarie 2018 20:30 | Pálmarsson 5 | (13–14) | Cindrić 7 | Spaladium Arena, Split Asistență: 10.500 Arbitri: Zotin, Volotkov |
| 14 ianuarie 2018 20:30 | 4×           | Raport  | 2× 3×     | Spaladium Arena, Split Asistență: 10.500 Arbitri: Zotin, Volotkov |

| 16 ianuarie 2018 18:15 | Serbia               | 29–26   | Islanda      | Spaladium Arena, Split Asistență: 9.800 Arbitri: Raluy, Sabroso |
| 16 ianuarie 2018 18:15 | Radivojević, Šešum 5 | (12–12) | Sigurðsson 8 | Spaladium Arena, Split Asistență: 9.800 Arbitri: Raluy, Sabroso |
| 16 ianuarie 2018 18:15 | 3× 2×                | Raport  | 4× 3×        | Spaladium Arena, Split Asistență: 9.800 Arbitri: Raluy, Sabroso |

| 16 ianuarie 2018 20:30 | Croația | 31–35   | Suedia      | Spaladium Arena, Split Asistență: 11.000 Arbitri: Horáček, Novotný |
| 16 ianuarie 2018 20:30 | Čupić 7 | (12–17) | Lagergren 6 | Spaladium Arena, Split Asistență: 11.000 Arbitri: Horáček, Novotný |
| 16 ianuarie 2018 20:30 | 4× 3×   | Raport  | 5× 2×       | Spaladium Arena, Split Asistență: 11.000 Arbitri: Horáček, Novotný |

### Grupa B
| Loc | Echipa   | MJ | V | E | Î | GM  | GP | DG  | Pct | Calificare       |
| --- | -------- | -- | - | - | - | --- | -- | --- | --- | ---------------- |
| 1   | Franța   | 3  | 3 | 0 | 0 | 97  | 82 | +15 | 6   | Grupa principală |
| 2   | Norvegia | 3  | 2 | 0 | 1 | 103 | 88 | +15 | 4   | Grupa principală |
| 3   | Belarus  | 3  | 1 | 0 | 2 | 80  | 91 | −11 | 2   | Grupa principală |
| 4   | Austria  | 3  | 0 | 0 | 3 | 80  | 99 | −19 | 0   |                  |

| 12 ianuarie 2018 18:15 | Belarus  | 27–26   | Austria  | Žatika Sport Centre, Poreč Asistență: 3.100 Arbitri: Horáček, Novotný |
| 12 ianuarie 2018 18:15 | Kulesh 7 | (14–12) | Bilyk 8  | Žatika Sport Centre, Poreč Asistență: 3.100 Arbitri: Horáček, Novotný |
| 12 ianuarie 2018 18:15 | 4× 3×    | Raport  | 7× 2× 1× | Žatika Sport Centre, Poreč Asistență: 3.100 Arbitri: Horáček, Novotný |

| 12 ianuarie 2018 20:30 | Franța | 32–31   | Norvegia   | Žatika Sport Centre, Poreč Asistență: 3.600 Arbitri: Raluy, Sabroso |
| 12 ianuarie 2018 20:30 | Mahé 8 | (15–17) | Tønnesen 7 | Žatika Sport Centre, Poreč Asistență: 3.600 Arbitri: Raluy, Sabroso |
| 12 ianuarie 2018 20:30 | 2×     | Raport  | 3×         | Žatika Sport Centre, Poreč Asistență: 3.600 Arbitri: Raluy, Sabroso |

| 14 ianuarie 2018 18:15 | Austria | 26–33   | Franța      | Žatika Sport Centre, Poreč Asistență: 2.900 Arbitri: Geipel, Helbig |
| 14 ianuarie 2018 18:15 | Weber 5 | (12–17) | N'Guessan 7 | Žatika Sport Centre, Poreč Asistență: 2.900 Arbitri: Geipel, Helbig |
| 14 ianuarie 2018 18:15 | 5× 1×   | Raport  | 3×          | Žatika Sport Centre, Poreč Asistență: 2.900 Arbitri: Geipel, Helbig |

| 14 ianuarie 2018 20:30 | Norvegia        | 33–28   | Belarus   | Žatika Sport Centre, Poreč Asistență: 2.500 Arbitri: Nikolov, Nachevski |
| 14 ianuarie 2018 20:30 | trei jucători 6 | (15–12) | Karalek 5 | Žatika Sport Centre, Poreč Asistență: 2.500 Arbitri: Nikolov, Nachevski |
| 14 ianuarie 2018 20:30 | 2× 3×           | Raport  | 6× 3×     | Žatika Sport Centre, Poreč Asistență: 2.500 Arbitri: Nikolov, Nachevski |

| 16 ianuarie 2018 18:15 | Franța | 32–25   | Belarus       | Žatika Sport Centre, Poreč Asistență: 2.300 Arbitri: Mažeika, Gatelis |
| 16 ianuarie 2018 18:15 | Mem 9  | (14–11) | Padshyvalau 6 | Žatika Sport Centre, Poreč Asistență: 2.300 Arbitri: Mažeika, Gatelis |
| 16 ianuarie 2018 18:15 | 2× 3×  | Raport  | 4× 1×         | Žatika Sport Centre, Poreč Asistență: 2.300 Arbitri: Mažeika, Gatelis |

| 16 ianuarie 2018 20:30 | Norvegia   | 39–28   | Austria  | Žatika Sport Centre, Poreč Asistență: 1.600 Arbitri: Gjeding, Hansen |
| 16 ianuarie 2018 20:30 | Bjørnsen 9 | (18–14) | Bilyk 9  | Žatika Sport Centre, Poreč Asistență: 1.600 Arbitri: Gjeding, Hansen |
| 16 ianuarie 2018 20:30 | 6× 2×      | Raport  | 5× 3× 2× | Žatika Sport Centre, Poreč Asistență: 1.600 Arbitri: Gjeding, Hansen |

### Grupa C
| Loc | Echipa            | MJ | V | E | Î | GM | GP | DG  | Pct | Calificare       |
| --- | ----------------- | -- | - | - | - | -- | -- | --- | --- | ---------------- |
| 1   | Macedonia de Nord | 3  | 2 | 1 | 0 | 79 | 77 | +2  | 5   | Grupa principală |
| 2   | Germania          | 3  | 1 | 2 | 0 | 82 | 69 | +13 | 4   | Grupa principală |
| 3   | Slovenia          | 3  | 1 | 1 | 1 | 77 | 69 | +8  | 3   | Grupa principală |
| 4   | Muntenegru        | 3  | 0 | 0 | 3 | 66 | 89 | −23 | 0   |                  |

| 13 ianuarie 2018 17:15 | Germania     | 32–19  | Muntenegru | Arena Zagreb, Zagreb Asistență: 8.000 Arbitri: Pichon, Reveret |
| 13 ianuarie 2018 17:15 | Gensheimer 9 | (17–9) | Lipovina 7 | Arena Zagreb, Zagreb Asistență: 8.000 Arbitri: Pichon, Reveret |
| 13 ianuarie 2018 17:15 | 8× 3× 1×     | Raport | 4× 2×      | Arena Zagreb, Zagreb Asistență: 8.000 Arbitri: Pichon, Reveret |

| 13 ianuarie 2018 19:30 | Macedonia de Nord | 25–24   | Slovenia  | Arena Zagreb, Zagreb Asistență: 11.000 Arbitri: Dinu, Din |
| 13 ianuarie 2018 19:30 | Manaskov 8        | (11–11) | Mlakar 4  | Arena Zagreb, Zagreb Asistență: 11.000 Arbitri: Dinu, Din |
| 13 ianuarie 2018 19:30 | 6× 4×             | Raport  | 11× 4× 1× | Arena Zagreb, Zagreb Asistență: 11.000 Arbitri: Dinu, Din |

| 15 ianuarie 2018 18:15 | Slovenia  | 25–25   | Germania     | Arena Zagreb, Zagreb Asistență: 6.500 Arbitri: Mažeika, Gatelis |
| 15 ianuarie 2018 18:15 | Zarabec 5 | (15–10) | Gensheimer 7 | Arena Zagreb, Zagreb Asistență: 6.500 Arbitri: Mažeika, Gatelis |
| 15 ianuarie 2018 18:15 | 8× 4× 1×  | Raport  | 3× 4×        | Arena Zagreb, Zagreb Asistență: 6.500 Arbitri: Mažeika, Gatelis |

| 15 ianuarie 2018 20:30 | Muntenegru | 28–29   | Macedonia de Nord | Arena Zagreb, Zagreb Asistență: 5.000 Arbitri: Santos, Fonseca |
| 15 ianuarie 2018 20:30 | Čavor 6    | (16–15) | Kuzmanovski 5     | Arena Zagreb, Zagreb Asistență: 5.000 Arbitri: Santos, Fonseca |
| 15 ianuarie 2018 20:30 | 7× 2× 1×   | Raport  | 8× 2×             | Arena Zagreb, Zagreb Asistență: 5.000 Arbitri: Santos, Fonseca |

| 17 ianuarie 2018 18:15 | Germania   | 25–25   | Macedonia de Nord | Arena Zagreb, Zagreb Asistență: 5.100 Arbitri: Gousko, Repkin |
| 17 ianuarie 2018 18:15 | Weinhold 8 | (12–11) | Taleski 6         | Arena Zagreb, Zagreb Asistență: 5.100 Arbitri: Gousko, Repkin |
| 17 ianuarie 2018 18:15 | 3×         | Raport  | 2× 3×             | Arena Zagreb, Zagreb Asistență: 5.100 Arbitri: Gousko, Repkin |

| 17 ianuarie 2018 20:30 | Muntenegru   | 19–28   | Slovenia | Arena Zagreb, Zagreb Asistență: 6.200 Arbitri: Gubica, Milošević |
| 17 ianuarie 2018 20:30 | Ševaljević 6 | (13–14) | Marguč 6 | Arena Zagreb, Zagreb Asistență: 6.200 Arbitri: Gubica, Milošević |
| 17 ianuarie 2018 20:30 | 5× 3×        | Raport  | 5× 2× 1× | Arena Zagreb, Zagreb Asistență: 6.200 Arbitri: Gubica, Milošević |

### Grupa D
| Loc | Echipa    | MJ | V | E | Î | GM | GP | DG  | Pct | Calificare       |
| --- | --------- | -- | - | - | - | -- | -- | --- | --- | ---------------- |
| 1   | Spania    | 3  | 2 | 0 | 1 | 81 | 65 | +16 | 4   | Grupa principală |
| 2   | Danemarca | 3  | 2 | 0 | 1 | 84 | 75 | +9  | 4   | Grupa principală |
| 3   | Cehia     | 3  | 2 | 0 | 1 | 76 | 86 | −10 | 4   | Grupa principală |
| 4   | Ungaria   | 3  | 0 | 0 | 3 | 77 | 92 | −15 | 0   |                  |

1. 1 2 3  Spania 2 Pt, +14 GD; Danemarca 2 Pt, +2 GD; Cehia 2 Pt, −16 GD

| 13 ianuarie 2018 18:15 | Spania          | 32–15  | Cehia      | Varaždin Arena, Varaždin Asistență: 3.780 Arbitri: Santos, Fonseca |
| 13 ianuarie 2018 18:15 | trei jucători 5 | (16–9) | Kašpárek 5 | Varaždin Arena, Varaždin Asistență: 3.780 Arbitri: Santos, Fonseca |
| 13 ianuarie 2018 18:15 | 2× 1×           | Raport | 4× 2×      | Varaždin Arena, Varaždin Asistență: 3.780 Arbitri: Santos, Fonseca |

| 13 ianuarie 2018 20:30 | Danemarca       | 32–25   | Ungaria | Varaždin Arena, Varaždin Asistență: 5.170 Arbitri: Gubica, Milošević |
| 13 ianuarie 2018 20:30 | Lauge Schmidt 7 | (14–12) | Lékai 5 | Varaždin Arena, Varaždin Asistență: 5.170 Arbitri: Gubica, Milošević |
| 13 ianuarie 2018 20:30 | 5× 2× 1×        | Raport  | 5× 3×   | Varaždin Arena, Varaždin Asistență: 5.170 Arbitri: Gubica, Milošević |

| 15 ianuarie 2018 18:15 | Ungaria   | 25–27   | Spania           | Varaždin Arena, Varaždin Asistență: 3.470 Arbitri: Dinu, Din |
| 15 ianuarie 2018 18:15 | Bánhidi 6 | (12–13) | patru jucători 4 | Varaždin Arena, Varaždin Asistență: 3.470 Arbitri: Dinu, Din |
| 15 ianuarie 2018 18:15 | 5× 4×     | Raport  | 2× 4×            | Varaždin Arena, Varaždin Asistență: 3.470 Arbitri: Dinu, Din |

| 15 ianuarie 2018 20:30 | Cehia      | 28–27   | Danemarca | Varaždin Arena, Varaždin Asistență: 4.100 Arbitri: Gousko, Repkin |
| 15 ianuarie 2018 20:30 | Zdráhala 8 | (15–16) | Hansen 7  | Varaždin Arena, Varaždin Asistență: 4.100 Arbitri: Gousko, Repkin |
| 15 ianuarie 2018 20:30 | 4× 3×      | Raport  | 3× 2×     | Varaždin Arena, Varaždin Asistență: 4.100 Arbitri: Gousko, Repkin |

| 17 ianuarie 2018 18:15 | Cehia       | 33–27   | Ungaria | Varaždin Arena, Varaždin Asistență: 3.790 Arbitri: Pichon, Reveret |
| 17 ianuarie 2018 18:15 | Zdráhala 14 | (15–11) | Lékai 9 | Varaždin Arena, Varaždin Asistență: 3.790 Arbitri: Pichon, Reveret |
| 17 ianuarie 2018 18:15 | 3× 2× 1×    | Raport  | 1×      | Varaždin Arena, Varaždin Asistență: 3.790 Arbitri: Pichon, Reveret |

| 17 ianuarie 2018 20:30 | Spania          | 22–25   | Danemarca | Varaždin Arena, Varaždin Asistență: 4.100 Arbitri: Zotin, Volodkov |
| 17 ianuarie 2018 20:30 | A. Dujshebaev 6 | (13–14) | Balling 8 | Varaždin Arena, Varaždin Asistență: 4.100 Arbitri: Zotin, Volodkov |
| 17 ianuarie 2018 20:30 | 1× 3×           | Raport  | 3×        | Varaždin Arena, Varaždin Asistență: 4.100 Arbitri: Zotin, Volodkov |

## Runda principală
Punctele câștigate în runda preliminară împotriva echipelor care au mers mai departe s-au adăugat la clasament.

### Grupa I
| Loc | Echipa      | MJ | V | E | Î | GM  | GP  | DG  | Pct | Calificare                       |
| --- | ----------- | -- | - | - | - | --- | --- | --- | --- | -------------------------------- |
| 1   | Franța      | 5  | 5 | 0 | 0 | 156 | 130 | +26 | 10  | Se califică în semifinale        |
| 2   | Suedia      | 5  | 3 | 0 | 2 | 136 | 127 | +9  | 6   | Se califică în semifinale        |
| 3   | Croația (H) | 5  | 3 | 0 | 2 | 147 | 138 | +9  | 6   | va juca în meciul pentru locul 5 |
| 4   | Norvegia    | 5  | 3 | 0 | 2 | 152 | 144 | +8  | 6   |                                  |
| 5   | Belarus     | 5  | 1 | 0 | 4 | 128 | 146 | −18 | 2   |                                  |
| 6   | Serbia      | 5  | 0 | 0 | 5 | 131 | 165 | −34 | 0   |                                  |

1. 1 2 3  Suedia 2 Pt, +1 GD; Croația 2 Pt, 0 GD; Norvegia 2 Pt, −1 GD

| 18 ianuarie 2018 18:15 | Serbia             | 27–32   | Norvegia            | Arena Zagreb, Zagreb Asistență: 3.200 Arbitri: Santos, Fonseca |
| 18 ianuarie 2018 18:15 | Beljanski, Šešum 5 | (17–17) | Bjørnsen, Sagosen 8 | Arena Zagreb, Zagreb Asistență: 3.200 Arbitri: Santos, Fonseca |
| 18 ianuarie 2018 18:15 | 4× 2×              | Raport  | 3× 1×               | Arena Zagreb, Zagreb Asistență: 3.200 Arbitri: Santos, Fonseca |

| 18 ianuarie 2018 20:30 | Croația            | 25–23   | Belarus   | Arena Zagreb, Zagreb Asistență: 8.100 Arbitri: Zotin, Volodkov |
| 18 ianuarie 2018 20:30 | Mamić, Stepančić 5 | (15–12) | Yurynok 6 | Arena Zagreb, Zagreb Asistență: 8.100 Arbitri: Zotin, Volodkov |
| 18 ianuarie 2018 20:30 | 1× 4×              | Raport  | 3× 1×     | Arena Zagreb, Zagreb Asistență: 8.100 Arbitri: Zotin, Volodkov |

| 20 ianuarie 2018 18:15 | Suedia     | 17–23  | Franța      | Arena Zagreb, Zagreb Asistență: 7.100 Arbitri: Raluy, Sabroso |
| 20 ianuarie 2018 18:15 | Jeppsson 4 | (8–10) | Sorhaindo 5 | Arena Zagreb, Zagreb Asistență: 7.100 Arbitri: Raluy, Sabroso |
| 20 ianuarie 2018 18:15 | 4× 2×      | Raport | 2× 3× 1×    | Arena Zagreb, Zagreb Asistență: 7.100 Arbitri: Raluy, Sabroso |

| 20 ianuarie 2018 20:30 | Croația  | 32–28   | Norvegia  | Arena Zagreb, Zagreb Asistență: 13.000 Arbitri: Dinu, Din |
| 20 ianuarie 2018 20:30 | Štrlek 6 | (17–15) | Sagosen 8 | Arena Zagreb, Zagreb Asistență: 13.000 Arbitri: Dinu, Din |
| 20 ianuarie 2018 20:30 | 6× 4×    | Raport  | 2× 3×     | Arena Zagreb, Zagreb Asistență: 13.000 Arbitri: Dinu, Din |

| 22 ianuarie 2018 18:15 | Serbia      | 30–39   | Franța                     | Arena Zagreb, Zagreb Asistență: 1.700 Arbitri: Gjeding, Hansen |
| 22 ianuarie 2018 18:15 | Zelenović 7 | (12–19) | Caucheteux, L. Karabatić 7 | Arena Zagreb, Zagreb Asistență: 1.700 Arbitri: Gjeding, Hansen |
| 22 ianuarie 2018 18:15 | 4× 1×       | Raport  | 3×                         | Arena Zagreb, Zagreb Asistență: 1.700 Arbitri: Gjeding, Hansen |

| 22 ianuarie 2018 20:30 | Suedia             | 29–20   | Belarus           | Arena Zagreb, Zagreb Asistență: 1.400 Arbitri: Horáček, Novotný |
| 22 ianuarie 2018 20:30 | Lagergren, Wanne 4 | (16–11) | Karalek, Kulesh 4 | Arena Zagreb, Zagreb Asistență: 1.400 Arbitri: Horáček, Novotný |
| 22 ianuarie 2018 20:30 | 4× 3×              | Raport  | 4× 1×             | Arena Zagreb, Zagreb Asistență: 1.400 Arbitri: Horáček, Novotný |

| 24 ianuarie 2018 16:00 | Serbia    | 27–32   | Belarus     | Arena Zagreb, Zagreb Asistență: 1.000 Arbitri: Raluy, Sabroso |
| 24 ianuarie 2018 16:00 | Nenadić 7 | (11–16) | Pukhouski 9 | Arena Zagreb, Zagreb Asistență: 1.000 Arbitri: Raluy, Sabroso |
| 24 ianuarie 2018 16:00 | 5× 2×     | Raport  | 4× 3×       | Arena Zagreb, Zagreb Asistență: 1.000 Arbitri: Raluy, Sabroso |

| 24 ianuarie 2018 18:15 | Suedia      | 25–28   | Norvegia | Arena Zagreb, Zagreb Asistență: 8.100 Arbitri: Nikolov, Nachevski |
| 24 ianuarie 2018 18:15 | Tollbring 6 | (11–12) | Myrhol 7 | Arena Zagreb, Zagreb Asistență: 8.100 Arbitri: Nikolov, Nachevski |
| 24 ianuarie 2018 18:15 | 3× 2× 1×    | Raport  | 6× 4×    | Arena Zagreb, Zagreb Asistență: 8.100 Arbitri: Nikolov, Nachevski |

| 24 ianuarie 2018 20:30 | Croația  | 27–30   | Franța   | Arena Zagreb, Zagreb Asistență: 14.000 Arbitri: Geipel, Helbig |
| 24 ianuarie 2018 20:30 | Štrlek 6 | (13–19) | Remili 6 | Arena Zagreb, Zagreb Asistență: 14.000 Arbitri: Geipel, Helbig |
| 24 ianuarie 2018 20:30 | 3×       | Raport  | 5×       | Arena Zagreb, Zagreb Asistență: 14.000 Arbitri: Geipel, Helbig |

### Grupa a II-a
| Loc | Echipa            | MJ | V | E | Î | GM  | GP  | DG  | Pct | Calificare                       |
| --- | ----------------- | -- | - | - | - | --- | --- | --- | --- | -------------------------------- |
| 1   | Danemarca         | 5  | 4 | 0 | 1 | 140 | 123 | +17 | 8   | Se califică în semifinale        |
| 2   | Spania            | 5  | 3 | 0 | 2 | 142 | 118 | +24 | 6   | Se califică în semifinale        |
| 3   | Cehia             | 5  | 2 | 1 | 2 | 113 | 131 | −18 | 5   | va juca în meciul pentru locul 5 |
| 4   | Slovenia          | 5  | 1 | 2 | 2 | 134 | 133 | +1  | 4   |                                  |
| 5   | Germania          | 5  | 1 | 2 | 2 | 124 | 126 | −2  | 4   |                                  |
| 6   | Macedonia de Nord | 5  | 1 | 1 | 3 | 114 | 136 | −22 | 3   |                                  |

1. 1 2  Slovenia 25–25 Germania

| 19 ianuarie 2018 18:15 | Germania | 22–19  | Cehia | Varaždin Arena, Varaždin Asistență: 2.130 Arbitri: Gubica, Milošević |
| 19 ianuarie 2018 18:15 | Fäth 8   | (9–10) | Číp 6 | Varaždin Arena, Varaždin Asistență: 2.130 Arbitri: Gubica, Milošević |
| 19 ianuarie 2018 18:15 | 3× 2×    | Raport | 4× 3× | Varaždin Arena, Varaždin Asistență: 2.130 Arbitri: Gubica, Milošević |

| 19 ianuarie 2018 20:30 | Slovenia  | 28–31   | Danemarca | Varaždin Arena, Varaždin Asistență: 5.200 Arbitri: Pichon, Reveret |
| 19 ianuarie 2018 20:30 | Zarabec 6 | (14–16) | Svan 11   | Varaždin Arena, Varaždin Asistență: 5.200 Arbitri: Pichon, Reveret |
| 19 ianuarie 2018 20:30 | 5× 2×     | Raport  | 3× 2×     | Varaždin Arena, Varaždin Asistență: 5.200 Arbitri: Pichon, Reveret |

| 21 ianuarie 2018 18:15 | Germania | 25–26  | Danemarca  | Varaždin Arena, Varaždin Asistență: 3.112 Arbitri: Gubica, Milošević |
| 21 ianuarie 2018 18:15 | Kühn 6   | (9–8)  | Lindberg 9 | Varaždin Arena, Varaždin Asistență: 3.112 Arbitri: Gubica, Milošević |
| 21 ianuarie 2018 18:15 | 3× 4×    | Raport | 1× 3×      | Varaždin Arena, Varaždin Asistență: 3.112 Arbitri: Gubica, Milošević |

| 21 ianuarie 2018 20:30 | Macedonia de Nord   | 20–31  | Spania     | Varaždin Arena, Varaždin Asistență: 3.796 Arbitri: Gousko, Repkin |
| 21 ianuarie 2018 20:30 | Manaskov, Stoilov 4 | (6–15) | Gurbindo 6 | Varaždin Arena, Varaždin Asistență: 3.796 Arbitri: Gousko, Repkin |
| 21 ianuarie 2018 20:30 | 1× 3×               | Raport | 3×         | Varaždin Arena, Varaždin Asistență: 3.796 Arbitri: Gousko, Repkin |

| 23 ianuarie 2018 18:15 | Slovenia | 31–26   | Spania | Varaždin Arena, Varaždin Asistență: 4.176 Arbitri: Dinu, Din |
| 23 ianuarie 2018 18:15 | Marguč 5 | (13–12) | Solé 6 | Varaždin Arena, Varaždin Asistență: 4.176 Arbitri: Dinu, Din |
| 23 ianuarie 2018 18:15 | 8× 3×    | Raport  | 3× 1×  | Varaždin Arena, Varaždin Asistență: 4.176 Arbitri: Dinu, Din |

| 23 ianuarie 2018 20:30 | Macedonia de Nord | 24–25   | Cehia    | Varaždin Arena, Varaždin Asistență: 3.780 Arbitri: Zotin, Volodkov |
| 23 ianuarie 2018 20:30 | Taleski 5         | (13–11) | Horák 8  | Varaždin Arena, Varaždin Asistență: 3.780 Arbitri: Zotin, Volodkov |
| 23 ianuarie 2018 20:30 | 2× 3×             | Raport  | 5× 3× 1× | Varaždin Arena, Varaždin Asistență: 3.780 Arbitri: Zotin, Volodkov |

| 24 ianuarie 2018 16:00 | Slovenia        | 26–26   | Cehia      | Varaždin Arena, Varaždin Asistență: 2.873 Arbitri: Santos, Fonseca |
| 24 ianuarie 2018 16:00 | three players 5 | (11–12) | Zdráhala 9 | Varaždin Arena, Varaždin Asistență: 2.873 Arbitri: Santos, Fonseca |
| 24 ianuarie 2018 16:00 | 2× 3×           | Raport  | 4× 2×      | Varaždin Arena, Varaždin Asistență: 2.873 Arbitri: Santos, Fonseca |

| 24 ianuarie 2018 18:15 | Macedonia de Nord | 20–31   | Danemarca   | Varaždin Arena, Varaždin Asistență: 2.343 Arbitri: Mažeika, Gatelis |
| 24 ianuarie 2018 18:15 | Kuzmanovski 6     | (12–12) | Damgaard 11 | Varaždin Arena, Varaždin Asistență: 2.343 Arbitri: Mažeika, Gatelis |
| 24 ianuarie 2018 18:15 | 2× 1×             | Raport  | 3×          | Varaždin Arena, Varaždin Asistență: 2.343 Arbitri: Mažeika, Gatelis |

| 24 ianuarie 2018 20:30 | Germania | 27–31   | Spania     | Varaždin Arena, Varaždin Asistență: 1.289 Arbitri: Pichon, Reveret |
| 24 ianuarie 2018 20:30 | Hafner 5 | (13–14) | Balaguer 6 | Varaždin Arena, Varaždin Asistență: 1.289 Arbitri: Pichon, Reveret |
| 24 ianuarie 2018 20:30 | 2× 3×    | Raport  | 1× 3×      | Varaždin Arena, Varaždin Asistență: 1.289 Arbitri: Pichon, Reveret |

## Faza eliminatorie

### Grila
|  | Semifinale  | Semifinale |                       |    | Finala | Finala |
|  |             |            |                       |    |        |        |
|  | 26 ianuarie |            |                       |    |        |        |
|  |             |            |                       |    |        |        |
|  | Franța      | 23         |                       |    |        |        |
|  | Franța      | 23         | 28 ianuarie           |    |        |        |
|  | Spania      | 27         |                       |    |        |        |
|  | Spania      | 27         | Spania                | 29 |        |        |
|  | 26 ianuarie |            | Spania                | 29 |        |        |
|  |             | Suedia     | 23                    |    |        |        |
|  | Danemarca   | Suedia     | 23                    | 34 |        |        |
|  | Danemarca   |            |                       | 34 |        |        |
|  | Suedia      | 35 (Prel)  |                       |    |        |        |
|  | Suedia      | 35 (Prel)  | Meciul pentru locul 3 |    |        |        |
|  |             |            |                       |    |        |        |
|  | 28 ianuarie |            |                       |    |        |        |
|  |             |            |                       |    |        |        |
|  | Franța      | 32         |                       |    |        |        |
|  | Franța      | 32         |                       |    |        |        |
|  | Danemarca   | 29         |                       |    |        |        |

### Semifinale
| 26 ianuarie 2018 18:00 | Franța      | 23–27  | Spania | Arena Zagreb, Zagreb Asistență: 6.000 Arbitri: Nikolov, Nachevski |
| 26 ianuarie 2018 18:00 | Sorhaindo 6 | (9–15) | Solé 7 | Arena Zagreb, Zagreb Asistență: 6.000 Arbitri: Nikolov, Nachevski |
| 26 ianuarie 2018 18:00 | 4× 3×       | Report | 4× 3×  | Arena Zagreb, Zagreb Asistență: 6.000 Arbitri: Nikolov, Nachevski |

| 26 ianuarie 2018 20:30 | Danemarca            | 34–35 (Prel.) | Suedia       | Arena Zagreb, Zagreb Asistență: 9.000 Arbitri: Geipel, Helbig |
| 26 ianuarie 2018 20:30 | Hansen 12            | (14–16)       | Zachrisson 8 | Arena Zagreb, Zagreb Asistență: 9.000 Arbitri: Geipel, Helbig |
| 26 ianuarie 2018 20:30 | 3× 1×                | Report        | 4× 1×        | Arena Zagreb, Zagreb Asistență: 9.000 Arbitri: Geipel, Helbig |
| 26 ianuarie 2018 20:30 | FT: 28–28 Prel.: 6–7 |               |              | Arena Zagreb, Zagreb Asistență: 9.000 Arbitri: Geipel, Helbig |

### Meciul pentru locul 5
| 26 ianuarie 2018 15:30 | Croația   | 28–27   | Cehia       | Arena Zagreb, Zagreb Asistență: 3.500 Arbitri: Raluy, Sabroso |
| 26 ianuarie 2018 15:30 | Horvat 10 | (16–10) | Zdráhala 13 | Arena Zagreb, Zagreb Asistență: 3.500 Arbitri: Raluy, Sabroso |
| 26 ianuarie 2018 15:30 | 2× 4×     | Raport  | 2× 3×       | Arena Zagreb, Zagreb Asistență: 3.500 Arbitri: Raluy, Sabroso |

### Meciul pentru locul 3
| 28 ianuarie 2018 18:00 | Franța        | 32–29   | Danemarca   | Arena Zagreb, Zagreb Asistență: 6.700 Arbitri: Dinu, Din |
| 28 ianuarie 2018 18:00 | N.Karabatić 9 | (17–14) | Lindberg 12 | Arena Zagreb, Zagreb Asistență: 6.700 Arbitri: Dinu, Din |
| 28 ianuarie 2018 18:00 | 3× 4×         | Report  | 3×          | Arena Zagreb, Zagreb Asistență: 6.700 Arbitri: Dinu, Din |

### Finala
| 28 ianuarie 2018 20:30 | Spania           | 29–23   | Suedia    | Arena Zagreb, Zagreb Asistență: 9.000 Arbitri: Gubica, Milošević |
| 28 ianuarie 2018 20:30 | Balaguer, Solé 5 | (12–14) | Nielsen 5 | Arena Zagreb, Zagreb Asistență: 9.000 Arbitri: Gubica, Milošević |
| 28 ianuarie 2018 20:30 | 2× 4×            | Report  | 3× 4×     | Arena Zagreb, Zagreb Asistență: 9.000 Arbitri: Gubica, Milošević |